# Logika in razvedrilna matematika
Logika in razvedrilna matematika je slovenska matematična revija. V njej se nahajajo nasveti za reševanje logičnih in matematičnih nalog, nagradne in ostale različne zanimive naloge. Je odlična revija za vse navdušence nad logiko in razvedrilno matematiko, z njeno pomočjo pa bralci spoznavajo nove razsežnosti logike in matematike. V vsaki številki revije je objavljena tudi nagradna naloga.
Med letoma 1991 in 2013 je izhajala v tiskani obliki, zdaj je na spletu (COBISS).